# Cryptocat
Cryptocat é um aplicativo desktop de código aberto destinado a permitir bate-papos criptografados, em Windows, OS X, e Linux. Dispõe de criptografia ponta-a-ponta para proteger todas as comunicações com outros usuários do Cryptocat.
É desenvolvido pela Nadim Kobeissi mais uma comunidade de contribuidores de código aberto, e está publicado sob os termos da licença GPLv3.

## História
Cryptocat foi lançado inicialmente em 19 de maio de 2011, como um aplicativo web.
Em fevereiro de 2016, citando insatisfação com o atual estado do projeto após 19 meses de não-manutenção, Kobeissi anunciou que iria tirar o Cryptocat do ar temporariamente, e interromper o desenvolvimento do seu aplicativo móvel, enquanto reformulava completamente e lançava o software outra vez. Em março de 2016, Kobeissi anunciou o relançamento do Cryptocat, reescrito completamente como software de desktop, ao invés do aplicativo web original.